# Chong Kumdan
Chong Kumdan (auch Chong Kumdan I oder Chong Kumdang Ri) ist ein 7071 m hoher Berg im Rimo Muztagh, einem Teilbereich des Karakorums.

## Lage und Eigenschaften
Der Chong Kumdan liegt 5,85 km nördlich des Mamostong Kangri in Indien und 4,19 km östlich des Chong Kumdan II, nahe der umstrittenen Grenze zu Pakistan. Der Berg wird im Norden vom Mittleren und im Süden vom Südlichen Chong-Kumdan-Gletscher flankiert, die beide in östlicher Richtung strömen.

## Besteigungsgeschichte
Der Chong Kumdan I wurde am 4. August 1991 von Dave Wilkinson, John Porter, Bill Church und Neil McAdie erstbestiegen. Diese waren Mitglieder einer von Harish Kapadia geleiteten Expedition, die noch weitere Berge und Gipfel im Rimo Muztagh bestieg.